# Brandnarbenkrebs

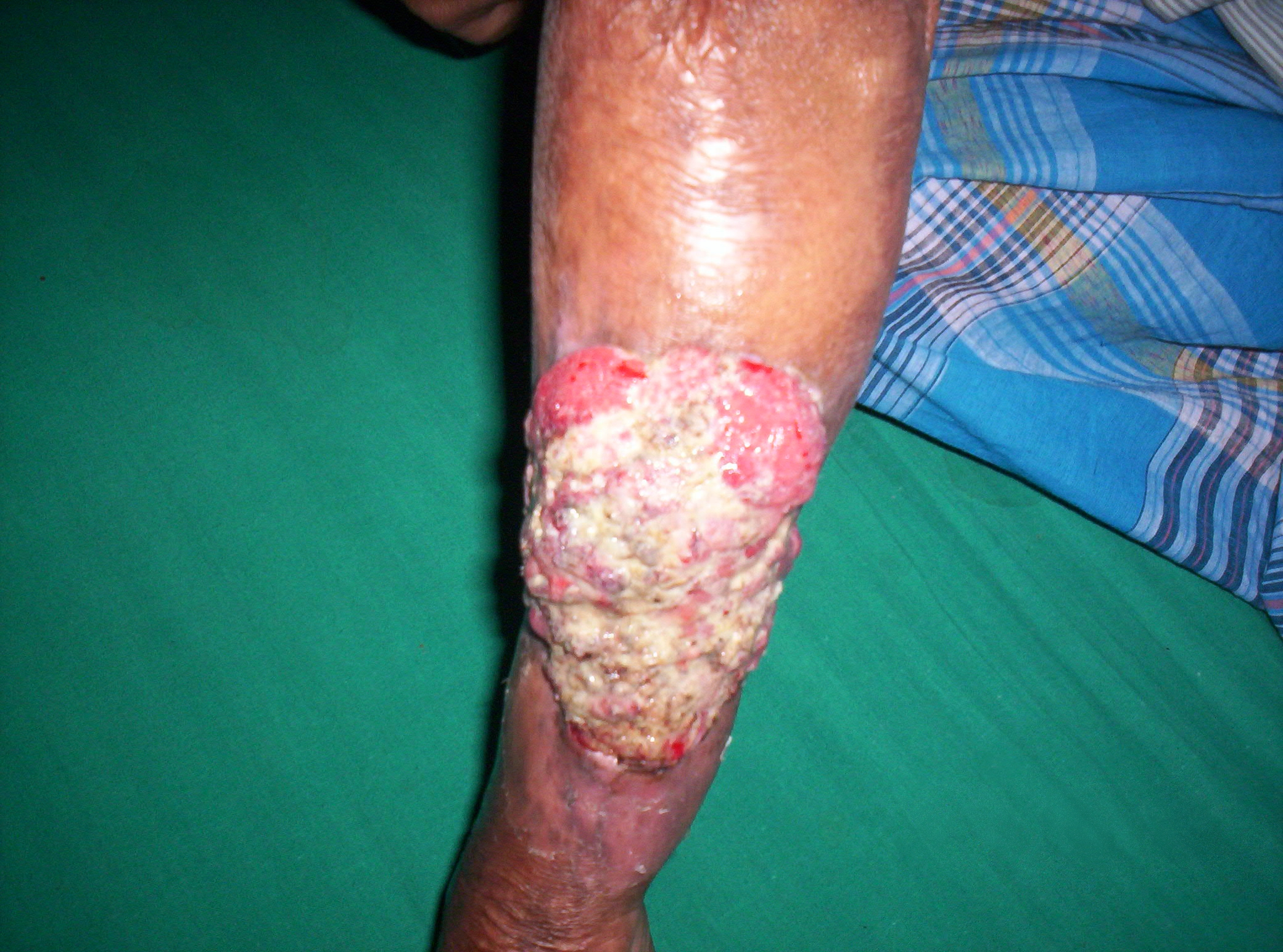
Arm eines Patienten mit Brandnarbenkrebs, der sich aus einer Brandnarbe entwickelt hat.

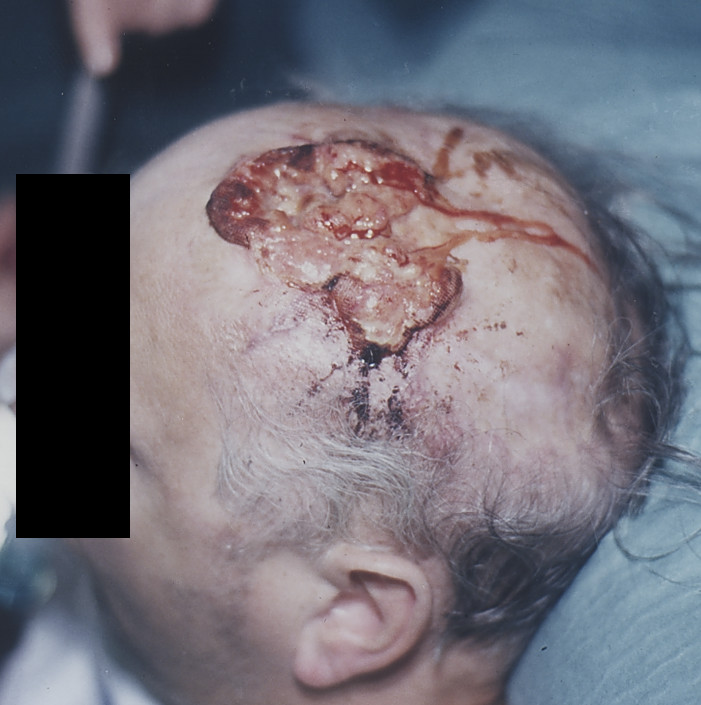
63-jähriger Patient mit 8×8 cm großem eiternden und ulzerierenden Brandnarbenkrebs der Kopfhaut. An dieser Stelle hatte er im Alter von fünf Jahren eine elektrische Verbrennung erlitten, die Zeit seines Lebens nie vollständig verheilte.

Als Brandnarbenkrebs, auch Brandnarbenkarzinom genannt, bezeichnet man einen nach Jahren oder Jahrzehnten aus Verbrennungsnarben entstehenden bösartigen Tumor (Malignom) der Haut (Hautkrebs). Das Brandnarbenkarzinom ist die häufigste Form eines Narbenkarzinoms. In der englischsprachigen Fachliteratur wird meist die Bezeichnung burn scar carcinoma verwendet.

## Beschreibung
Brandnarbenkrebs ist eine seltene Spätfolge von Verbrennungen. Die Krebserkrankung kann vor allem dann entstehen, wenn die Brandnarben der Spontanheilung überlassen und nicht durch die Transplantation mit Spalthaut abgedeckt wurden. Fälle von Brandnarbenkrebs nach einer Hauttransplantation zur Behandlung einer Verbrennung sind dagegen ausgesprochen selten.

## Histologie
In einer Analyse von 412 Fällen, aus 146 Veröffentlichungen von Brandnarbenkrebs im Zeitraum von 1923 bis 2004, handelte es sich in 71 % der Fälle um Plattenepithelkarzinome (Spinaliome). Wesentlich seltener waren Basaliome (12 %), maligne Melanome (6 %) und Sarkome (5 %). Andere, seltene Tumorarten fanden sich in 4 % der Fälle. Mischformen, wie Spinaliom-Melanom und Spinaliom-Basaliom, fanden sich zu je 1 %.

## Inzidenz und Latenzzeit
In der Literatur werden für Brandnarbenkarzinome, nach entsprechenden Brandverletzungen, Häufigkeitswerte von 1 bis 2 % genannt. Patienten mit Brandnarben haben, insgesamt betrachtet, ein nur geringfügig höheres Risiko an Hautkrebs zu erkranken als die Gesamtbevölkerung. Hautkrebserkrankungen sind die mit Abstand häufigste Krebserkrankung beim Menschen. Brandnarbenkarzinome haben an der Gesamtzahl der Hautkrebserkrankungen nur einen sehr geringen Anteil. Das Krebsregister erfasst von den Hautkrebsformen nur das maligne Melanom.
Von der vollständigen Heilung der ursächlichen Verbrennung bis zur Erstdiagnose eines Brandnarbenkarzinoms vergehen üblicherweise mehrere Jahre beziehungsweise Jahrzehnte. In der Literatur sind Latenzzeiten von 3 bis 60 Jahre beschrieben. Das mittlere Alter der Patienten bei der Diagnose Brandnarbenkarzinom liegt bei 50 Jahren. Die ursächliche Verbrennung hatten die Patienten bei einem Durchschnittsalter von 20 Jahren. Die mittlere Latenzzeit liegt bei 31 Jahren. Bei etwa 5 % der Fälle bildet sich der Tumor zu einem Zeitpunkt einer noch bestehenden, nicht verheilten Brandverletzung.

## Behandlung
Ein Brandnarbenkarzinom wird üblicherweise chirurgisch per Inzision entfernt. Dabei wird mit einem Sicherheitsabstand von mindestens 20 mm in das umliegende gesunde Gewebe geschnitten. Speziell die Plattenepithelkarzinome sind hochaggressiv, so dass eine möglichst tiefgreifende, radikale Resektion notwendig ist. In den Fällen, in denen eine lokale Inzision nicht mehr möglich ist, kann – wenn durchführbar – eine Amputation indiziert sein.
Die Rezidivrate liegt bei etwa 16 %. In 22 % der Fälle finden sich Metastasen in den umliegenden Lymphknoten. Die Notwendigkeit der Entfernung des Wächterlymphknotens wird kontrovers diskutiert.
Die Mortalitätsrate beim Brandnarbenkarzinom liegt bei etwa 21 %.

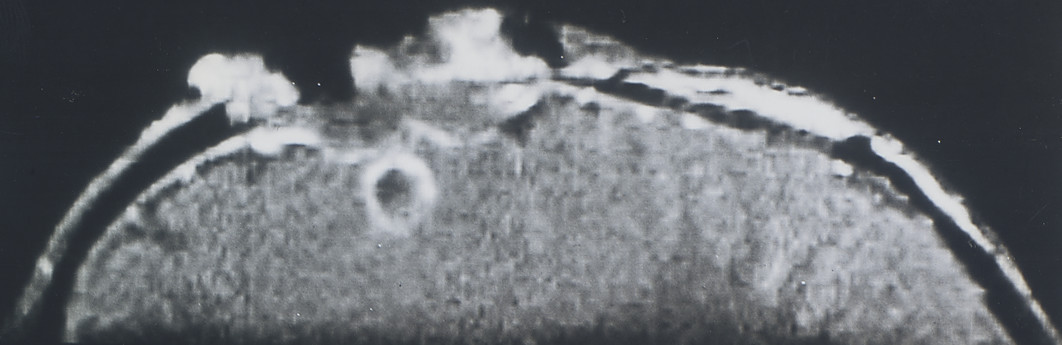
MRT-Aufnahme des Brandnarbenkarzinoms des 63-jährigen Patienten. Deutlich sichtbar ist die Tumorinfiltration in Schädel und vordere Hirnrinde.
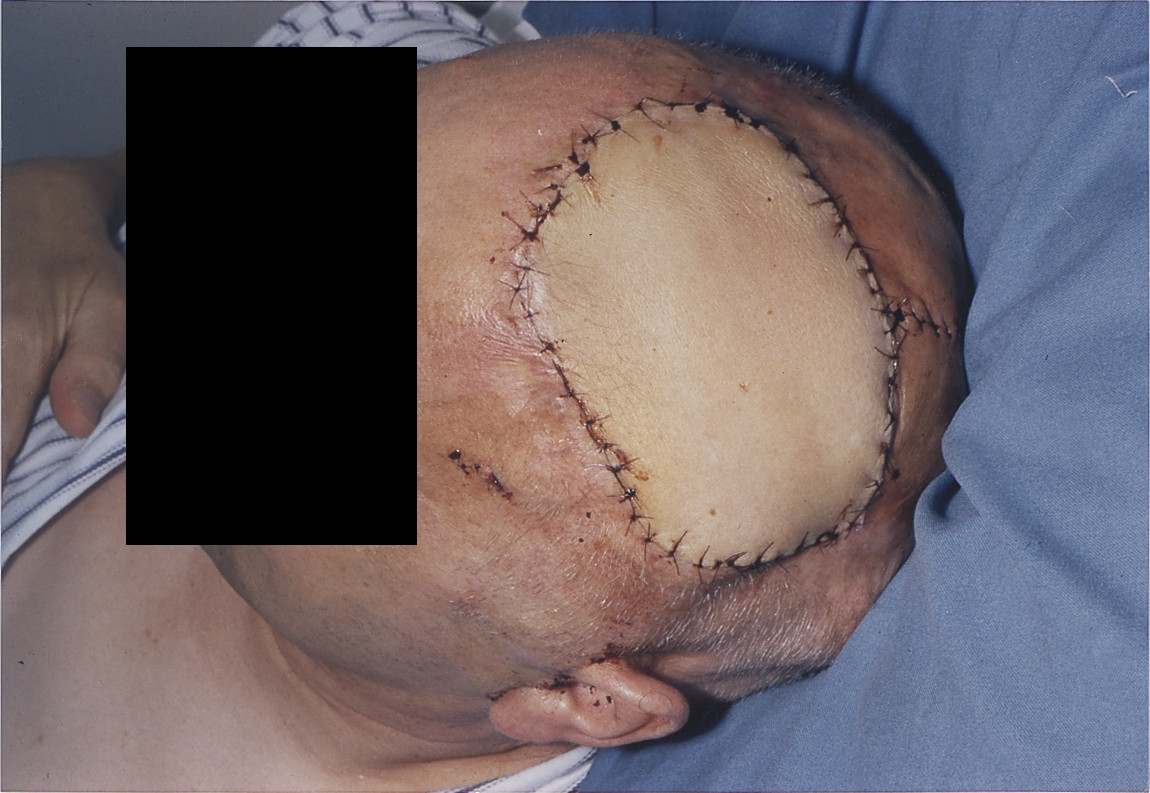
Der transplantierte Hautlappen des Armes auf der linken Kopfseite.
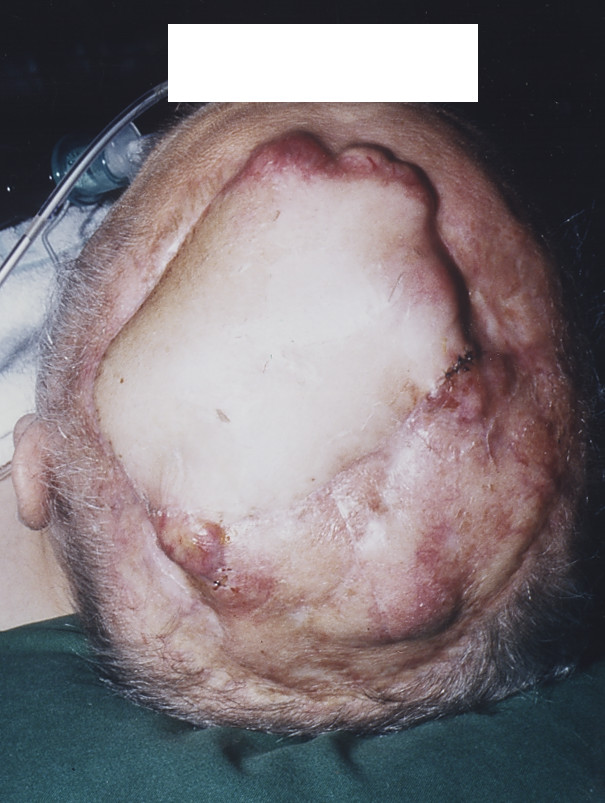
Rezidiv sechs Wochen nach der Tumorresektion. Um den transplantierten Hautlappen sind mehrere Satellitenmetastasen erkennbar.
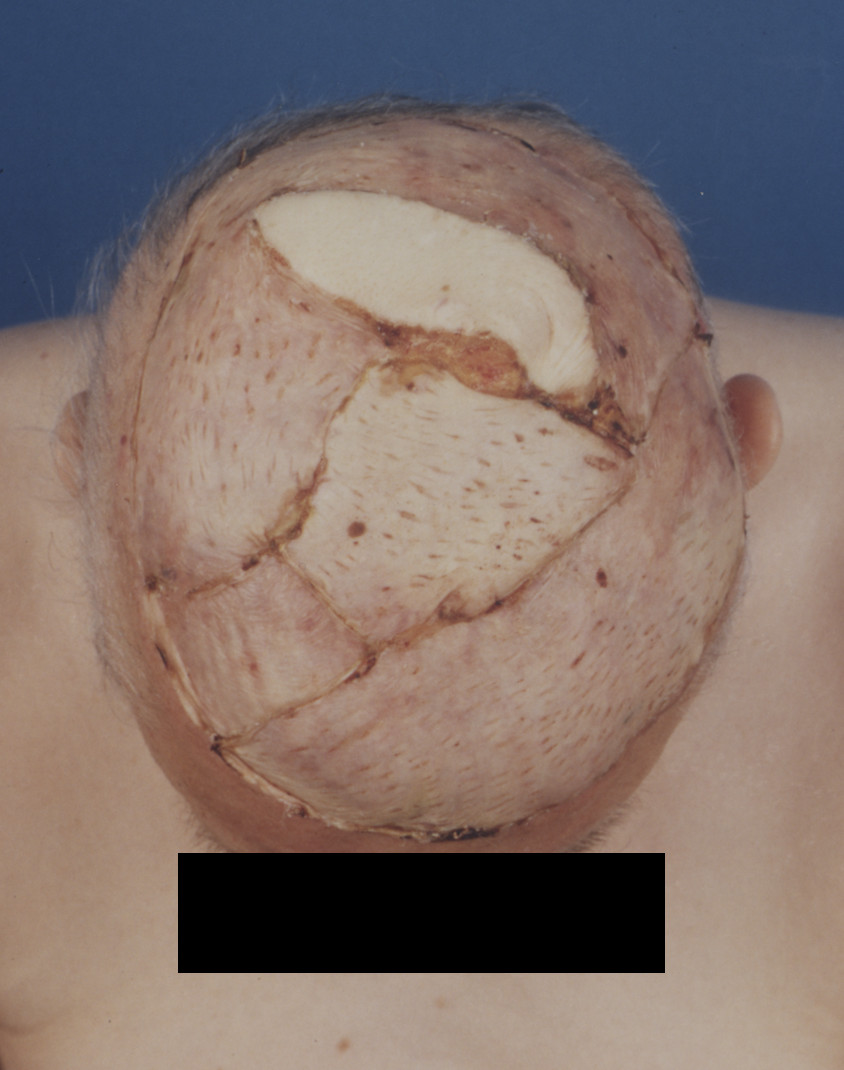
Revision mit tiefgreifender Tumorresektion und Verschluss der Operationswunde mit einem myokutanen Hautlappen des Musculus latissimus dorsi.

## Abgrenzung
Vom Brandnarbenkrebs ist der Hitzekrebs zu unterscheiden. Beim Hitzekrebs entstehen keine Brandnarben, sondern über ein chronisches Erythema ab igne (Buschke-Hitzemelanose) – nach einer ebenfalls sehr langen Latenzzeit – Plattenepithelkarzinome. Ein Beispiel für Hitzekrebs ist der Kangri-Krebs.

## Medizingeschichte

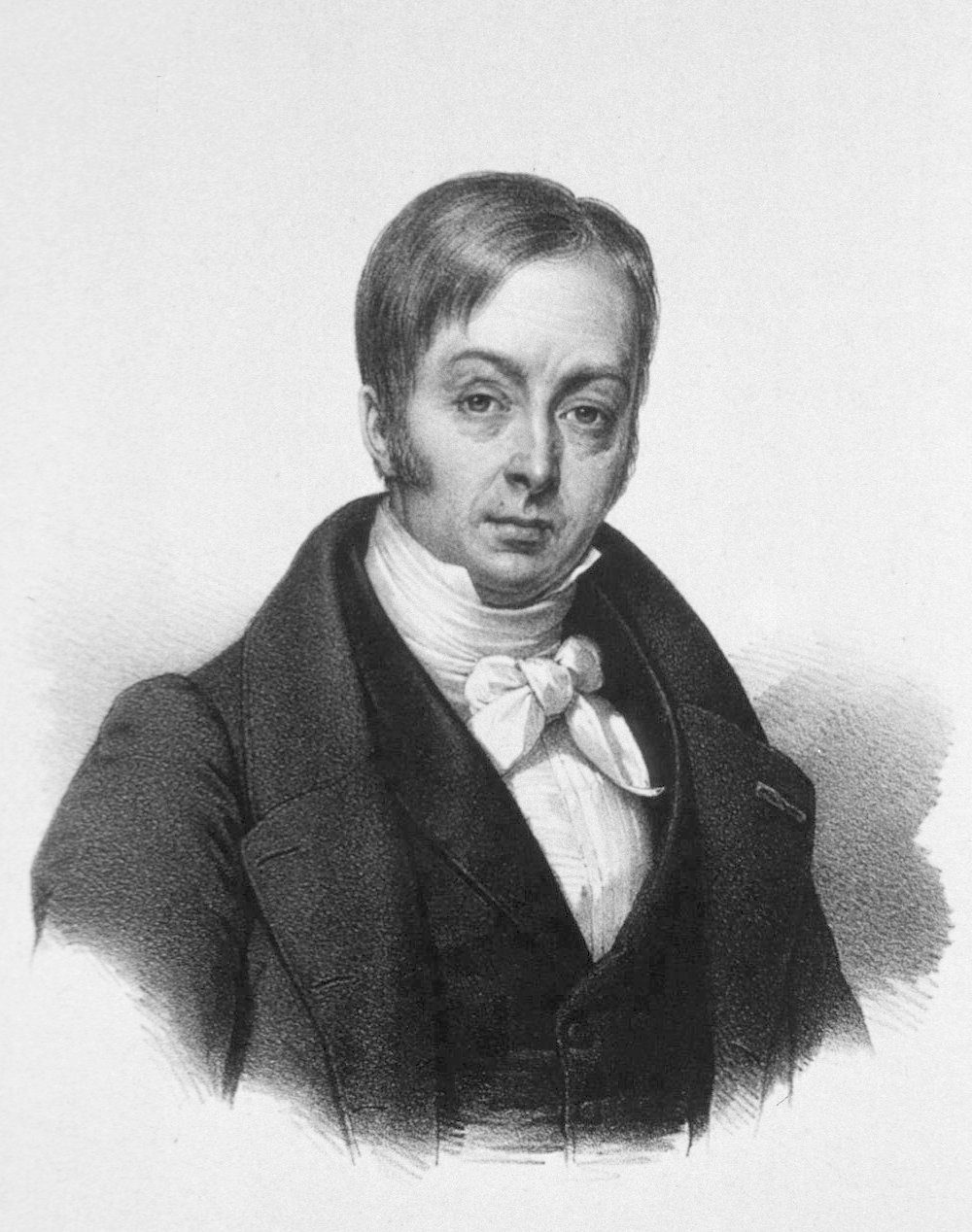
Jean-Nicolas Marjolin

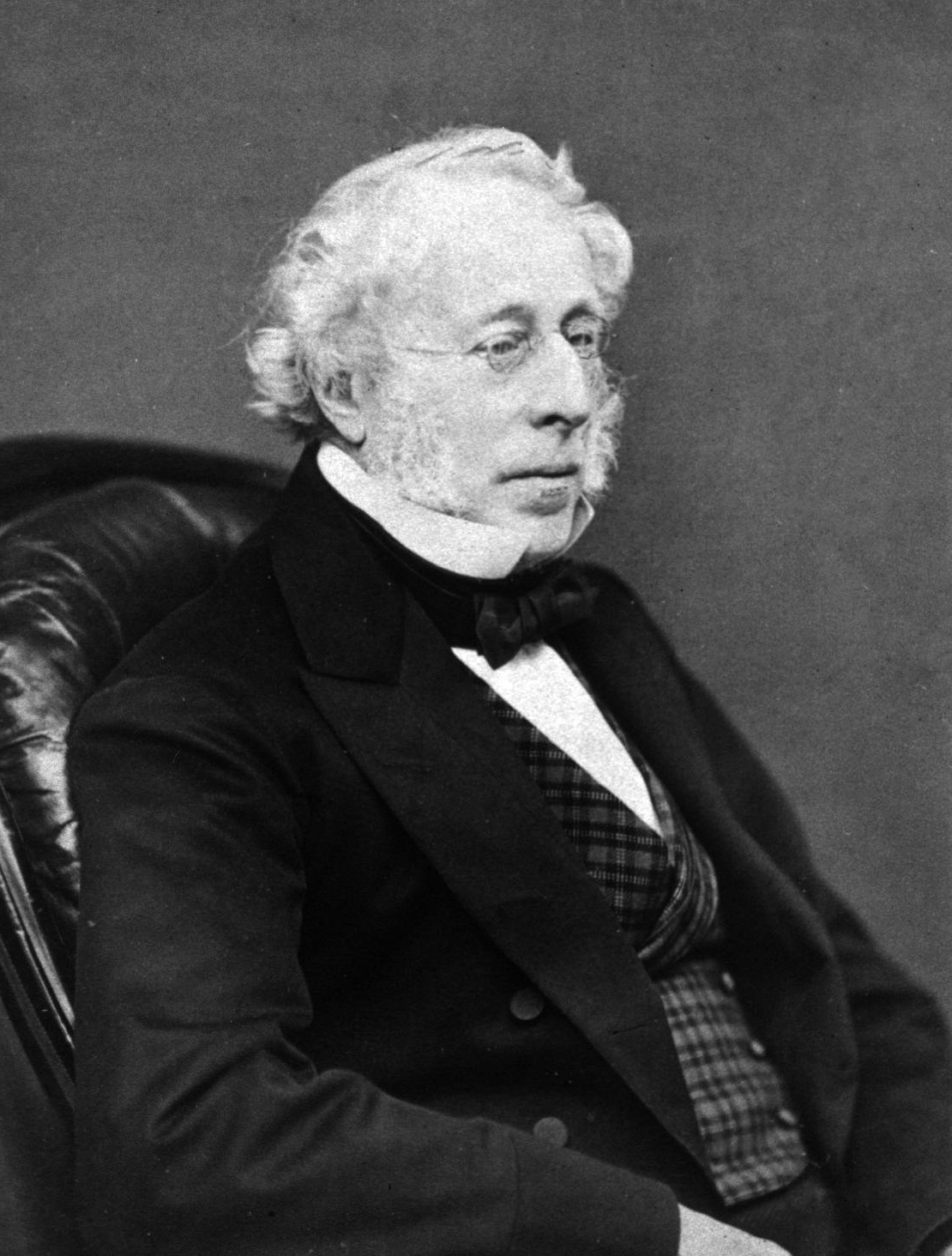
Caesar Hawkins (1874)

Die ersten Beschreibungen von Krebstumoren, die sich nach Verbrennungen gebildet haben, stammen aus dem 1. Jahrhundert nach Christus.
In der Neuzeit beschrieb der Franzose Jean-Nicolas Marjolin 1828 in der ersten Ausgabe des Dictionnaire de Medécine als Erster den „warzenartigen Ulcus“, allerdings nicht die maligne Transformation des Ulcus zum Karzinom. Die Transformation wurde erstmals von dem britischen Chirurgen Caesar Hawkins (1798–1884) beschrieben. Andere Quellen nennen den irischen Chirurgen Robert William Smith (1807–1873), der 1850 den Zusammenhang zwischen Narbengewebe, Ulcus und Metastasierung beschrieb
Der Begriff Marjolin-Ulcus wurde 1903 von John Chalmers DaCosta (1863–1933) geprägt und umfasst neben dem Brandnarbenkarzinom auch andere Narbenkarzinome. In den meisten Fällen (ca. 90 %) handelt es sich beim Marjolin-Ulcus um ein Brandnarbenkarzinom. In einigen Publikationen wird der Begriff Marjolin-Ulcus synonym zum Brandnarbenkarzinom verwendet.

## Weiterführende Literatur
- K. D. Jashnani, V. M. Dhume, N. K. Bahal: Epithelioid sarcoma and squamous cell carcinoma arising in a burn scar. In: Indian journal of dermatology. Band 56, Nummer 5, 2011, S. 585–586, ISSN 1998-3611. doi:10.4103/0019-5154.87164. PMID 22121287. PMC 3221232 (freier Volltext).
- H. Kikuchi, T. Nishida u. a.: Three cases of malignant melanoma arising on burn scars. In: The Journal of Dermatology. Band 30, Nummer 8, 2003, S. 617–624, ISSN 0385-2407. PMID 12928532. (Review).
- P. M. Spring, J. N. Myers u. a.: Malignant melanoma arising within a burn scar case report and review of the literature. In: The Annals of otology, rhinology, and laryngology. Band 110, Nummer 4, 2001, S. 369–376, ISSN 0003-4894. PMID 11307915.
- M. D. Alconchel, C. Olivares, R. Alvarez: Squamous cell carcinoma, malignant melanoma and malignant fibrous histiocytoma arising in burn scars. In: British Journal of Dermatology. Band 137, Nummer 5, 1997, S. 793–798, ISSN 0007-0963. PMID 9415244. (Review).
- S. Castanares: Malignant degeneration in burn scars. In: California medicine. Band 94, 1961, S. 175–177, ISSN 0008-1264. PMID 13691372. PMC 1575778 (freier Volltext).
- N. Treves, G. T. Pack: The development of cancer in burn scars. In: Surg Gynecol Obstet. Band 51, 1930, S. 749–782.